# Ballydoyle
Ballydoyle ist ein Pferderennstall im County Tipperary in Irland. 
Der Rennstall gehört wie das Englische VollIblutgestüt Coolmore Stud John Magnier. Trainer war bis 1995 sein Schwiegervater Vincent O’Brien, dessen Nachfolger ist Aidan O’Brien (nicht verwandt mit Vincent O’Brien). Der Stalljockey ist Ryan Moore.

## Geschichte
Nach dem Cheltenham Festival von 1951 erwarb Vincent O’Brien eine Farm im Townland Ballydoyle (irisch Baile Dúill) südlich des Dorfes Rosegreen und baute dort einen Rennstall auf.
Vincent O’Brien trainierte so wichtige Pferde wie Nijinsky, Ballymoss, Sir Ivor, Roberto, Alleged, The Minstrel, El Gran Senor und Sadler’s Wells in Ballydoyle. Es befindet sich eine Bronzestatue von Nijinsky auf dem Gelände.

## Heute
Aidan O’Brien ist als Trainer sehr erfolgreich und brachte eine Reihe bedeutender Pferde hervor, darunter Rock of Gibraltar, Galileo, High Chaparral und George Washington.
Der Giants Causeway Stable, der nach dem Champion Rennpferd benannt, das in Ballydoyle trainierte, wurde neu eröffnet. Da die Pferde in Ballydoyle sehr wertvoll sind, gibt es strenge Sicherheitsvorkehrungen und der Stall kann nicht besichtigt werden.